# Дођи јуче
Дођи јуче је хумористичка серија из 2021. године.
Од 22. фебруара 2021. године се емитује на Прва ТВ.

## Радња
Централна тема ове савремене приче је седамдесетогодишњак, изузетно богат и виспрен и духовит човек, такозвани тајкун Крсто Караманчић.
Он је жртва тешког можданог удара, али не само болести, већ и свих ловаца на његово богатство, од оних ретких који су крвно везани с њим, па све до белосветских професионалних превараната, државних институција, невладиних организација које желе да се окористе о његово наслеђе.
Крсто се у овим ситуацијама сналази уз помоћ својих укућана: адвоката Ајковића, кућне помоћнице Кате и телохранитеља Буљбе који му стварно чине породицу, за разлику од многих који се представљају као породица.

## Улоге
| Глумац               | Улога                    |
| -------------------- | ------------------------ |
| Горан Султановић     | Крсто Караманчић         |
| Данина Јефтић        | Катарина “Ката”          |
| Саша Пантић          | Буљба                    |
| Младен Андрејевић    | адвокат Ајковић          |
| Бранка Пујић         | Јелисавета               |
| Огњен Шућур          | Јаро                     |
| Маша Пантић          | Рајка                    |
| Андрија Милошевић    | Срето                    |
| Тихомир Станић       | Секула                   |
| Горица Поповић       | Др Елизабета             |
| Енис Бешлагић        | Харбе                    |
| Дејан Аћимовић       | Ристо Рајчић “Крокодил”  |
| Неле Карајлић        | Риле Фелини              |
| Бранислав Зеремски   | Живорад Ракић “Гонзалес” |
| Борис Миливојевић    | Алекс Ајковић            |
| Бранко Видаковић     | Раде Џемперовић          |
| Аљоша Вучковић       | Петар Иванковић          |
| Ива Штрљић           | Биљана Јовановић Рачић   |
| Елизабета Ђоревска   | Бранка Петровић          |
| Миленко Павлов       | Минчић                   |
| Ваја Дујовић         | Сека Лепак               |
| Слободан Тешић       | Обрад Ондић              |
| Нино Адемовић        | Ђани                     |
| Јелица Ковачевић     | Сузана                   |
| Александар Дунић     | Њ.П. Драгутин            |
| Драгослав Савић      | Миле Чукља/поп Вића      |
| Момчило Радосављевић | Бранко                   |
| Марко Гверо          | Ракочевић                |
| Јелена Гавриловић    | Мона Ферари              |
| Душан Каличанин      | Кристина                 |
| Јовица Гиговић       | Брзи                     |
| Драгиња Милеуснић    | лажна докторка           |
| Милош Срећковић      | Јандроковић              |
| Дејан Петошевић      | Марковић                 |
| Весна Станојевић     | Косара                   |
| Раде Марковић        | Велизар                  |
| Нино Ћулум           | Младен                   |